# Sam Walton
Samuel Moore "Sam" Walton, född 29 mars 1918 i Kingfisher, Oklahoma, död 5 april 1992 i Little Rock, Arkansas, var en amerikansk företagsledare som var grundare, styrelseordförande och vd för den globala detaljhandelskedjan Wal-Mart Stores, Inc.. Han var också grundare till partihandelskedjan Sam's Club.
Han avlade en kandidatexamen i företagsekonomi vid University of Missouri 1940. Tre dagar efter det att han avslutat sina studier började Walton som trainee hos James Cash Penney, som var grundaren till varuhuskedjan J.C. Penney. Walton var anställd där i 18 månader. Senare under 1942 under andra världskriget inkallades han till USA:s armé och placerades som säkerhetsövervakare på stridsflygplansfabriker och krigsfångeläger i Kalifornien och Utah. Han befordrades till kapten och lämnade militärtjänsten två dagar efter Japan kapitulerade. Han verkade inom detaljhandel och ägde olika butiker fram till 2 juli 1962, då han öppnade den första riktiga Walmart-butiken med stöd av sin bror Bud.
Walton är far till miljardärerna S. Robson Walton (1944–), John T. Walton (1946–2005), Jim Walton (1948–) och Alice Walton (1949–).
Han och Helen Walton var gifta fram till hans död 1992, när han avled i skelettcancer. När han dog, uppskattades hans förmögenhet till mellan 21 och 23 miljarder amerikanska dollar.